# Diplasiolejeunea alata
Diplasiolejeunea alata är en bladmossart som beskrevs av Suzanne Ast. Diplasiolejeunea alata ingår i släktet Diplasiolejeunea och familjen Lejeuneaceae. Inga underarter finns listade i Catalogue of Life.